# Шульське
Шу́льське — село в Лозівському районі Харківської області. Входить до складу Біляївської селищної громади.

## Географія
Село розташоване біля одного з витоків річки Попільна. На відстані 1,5 км розташоване селище Краснопавлівка. Поруч проходять автомобільна дорога Т 2107 і залізниця — зупинний пункт Шульське та станція Краснопавлівка за 3 км.

## Історія
Засноване 1939 року. Раніше на місці села знаходився хутір Сороківський. Останній постраждав під час Голодомору.
- 12 червня 2020 року, відповідно до Розпорядження Кабінету Міністрів України  № 725-р «Про визначення адміністративних центрів та затвердження територій територіальних громад Харківської області», увійшло до складу Біляївської селищної громади[1].
- 19 липня 2020 року, в результаті адміністративно - територіальної реформи та ліквідації Первомайського району, село увійшло до складу Лозівського району Харківської області[2].

## Населення

### Мова
Розподіл населення за рідною мовою за даними :
| Мова       | Кількість | Відсоток |
| ---------- | --------- | -------- |
| українська | 561       | 96.06%   |
| російська  | 23        | 3.94%    |
| Усього     | 584       | 100%     |

## Економіка
- «Краснопавлівський», фермерське господарство.

## Об'єкти соціальної сфери
- Дитячий садочок.
- Середня школа 1-2 ступенів.
- Бібліотека.
- Фельдшерсько-акушерський пункт.
- Пошта.
- Клуб.

## Пам'ятки
Поруч із селом розташований Орільський заказник — ентомологічний заказник місцевого значення.